# Gert von der Beke
Gert von der Beke (auch Gerhard von der Beke, u. ä.; † 7. Dezember 1430) war Bürgermeister von Danzig von 1413 bis 1430.

## Leben
Sein Vater Johann von der Becke stammte aus einer Kölner Familie, die seit 1351 in Danzig ratsässig war. Seine Mutter hieß Ursula, seine Brüder Heinrich und Hermann waren Fernkaufleute, letzterer auch Schöppe in Danzig.
Gert von der Beke kam 1402 vom Niederrhein und kaufte die Dörfer Langfuhr und Heiligenbrunn bei Danzig.
1410 war er Schöffe und Mitbegründer der Georgenbruderschaft in der Stadt. Ob er an der Ermordung des Bürgermeisters Konrad Letzkau und weiterer Ratmänner durch den Deutschen Orden 1411 eine Mitschuld trug, ist unklar. 1412 war er Ratmann.
Seit 1413 war von der Beke einer der vier Bürgermeister der Rechtstadt Danzig. Er stand dem Deutschen Orden sehr nahe und zog sich dadurch die Unzufriedenheit vieler Bürger zu. Unter seiner Aufsicht wurde die Qualität der Danziger Münzen verschlechtert, was 1416 zu einem Aufstand der Bürgerschaft gegen ihn und den Stadtrat führte. Von der Beke musste fliehen, sein Haus wurde geplündert.
Nach seiner Rückkehr in das Amt regierte er mit harter Hand die Stadt.
Vom Deutschen Orden erhielt er die Güter Hochzeit und Crampnitz. Gert von der Beke ließ an der Marienkirche die Kapelle der 11.000 Jungfrauen errichten und ausstatten.

## Ehe und Nachkommen
Gert von der Beke war mit Demoet von Umme verheiratet, einer Tochter von Willem van Umme, der 1410 in der Georgenbruderschaft und als Schöffe erwähnt wurde.
Das Grabmal der Ehefrau mit drei verstorbenen Töchtern ist das älteste erhaltene in der Marienkirche.
Weitere Kinder waren
- Joachim von der Beke, 1443 erwähnt[3]
- David von der Beke, 1443 erwähnt
- Johann von der Beke, 1443 minderjährig, später Ratmann in Danzig, 1463 gestorben